# Stencil
För stenciler inom gatukonst, se Stencil (konst).
Stencil betecknar i vid bemärkelse en kopia av ett dokument, framställd i enklare kvalitet till låg kostnad i ett flertal exemplar, upp till den volymgräns där tryckteknik blir billigare.
Begreppet betecknade ursprungligen en papperskopia med text och/eller bild som var framställd på en stencilapparat. En originaltext skrevs med en skrivmaskin, där färgbandet kopplats bort, på en matris som kunde bestå av bland annat vaxat eller gummerat papper. Skrivmaskinens skrivtryck åstadkom hål genom vilka stencilapparatens färg kunde passera. Stenciler var vanliga i undervisningssammanhang på samtliga stadier och i föreningssammanhang, där inga extremt stora mängder av kopior (mer än cirka 1000 exemplar) behövdes.
Även om stencilapparaten har ersatts av kopiatorn, så lever begreppet stencil fortfarande kvar i skolorna. Då avser man oftast papperskopior med uppgifter.